# Lea Ammann
Lea Ammann (* 28. Februar 2002) ist eine Schweizer Leichtathletin aus Oberrieden im Kanton Zürich. Sie startet für den TV Thalwil.

## Sportliche Laufbahn
2019 wurde Ammann Schweizer Meisterin im 800-Meter-Lauf im Freien in 2:07,79 min. Am EYOF in Baku gewann sie zusammen mit der Schweizer Medley-Staffel die Bronzemedaille und lief im 400-Meter-Lauf in 56,51 s auf Rang 8.
2021 lief Ammann an der Leichtathletik-U20-Europameisterschaft im 800-Meter-Lauf in 2:07,51 min auf Rang 6.

## Persönliche Bestzeiten
- 400 Meter: 55,92 s, 22. Juli 2019 in Baku[3]
- 600 Meter: 1:31,98 min, 30. Januar 2022 in Magglingen[3]
- 800 Meter: 2:07,33 min, 26. August 2021 in Lausanne[3]
- 1000 Meter: 2:51,07 min, 23. Februar 2020 in Magglingen[3]
- 1500 Meter: 4:29,28 min, 14. August 2021 in Regensdorf[3]